# ألان إتش مونرو
ألان إتش مونرو (بالإنجليزية: Alan H. Monroe)‏ هو عالم نفس أمريكي، ولد في 22 أبريل 1903، وتوفي في 26 يناير 1975.